# Tassadia grazielae
Tassadia grazielae är en oleanderväxtart som beskrevs av J. Fontella Pereira. Tassadia grazielae ingår i släktet Tassadia och familjen oleanderväxter. Inga underarter finns listade i Catalogue of Life.